# Il gioco dei regni
Il gioco dei regni è un romanzo della scrittrice Clara Sereni, pubblicato nel 1993. Si tratta della storia della famiglia Sereni a partire dal 1900 e incentrata sulle figure dei genitori dell'autrice Emilio e Marina.
Il libro ha ricevuto il Premio Società dei Lettori, il Premio Marotta ed è stato finalista al Premio Strega.

## Trama
Nella Roma del 1900, un medico presta la sua assistenza volontaria agli abitanti poveri del ghetto ebraico. È Lello Sereni, aiutato dalla moglie Alfonsa, in stato di gravidanza molto avanzata. Avendo involontariamente urtato una giara piena di olive, nonostante la sua domestica abbia risarcito la proprietaria, Alfonsa è oggetto di una maledizione: 
 Il ritorno a casa e l'esortazione a non abbandonarsi alle superstizioni funzioneranno per molti anni e si ripresenteranno quando Alfonsa e Lello perderanno la loro terzogenita, per la quale la madre porterà il lutto a vita.
Intanto i figli di Lello e Alfonsa, tre maschi e una femmina, crescono pieni di salute e di opportunità culturali, l'appartenenza all'ebraismo è considerata soprattutto un omaggio alle tradizioni e l'assimilazione è il traguardo costante di tutti loro e dei molti cugini: gli Ascarelli, Colorni e Milano. Pieni di stimoli, i ragazzi inventano il "gioco dei regni" che ha un giornale autoprodotto e attraverso questo curioso gioco imparano l'arte del governare, della giustizia e persino dell'esclusione. Lo scoppio della prima guerra mondiale porterà al fronte Enrico Sereni, classe 1900, che tornerà carico di medaglie e pronto a un futuro da scienziato.
Enrico si trasferisce a Napoli e i suoi fratelli Enzo e Mimmo rimangono a Roma a terminare gli studi superiori. Nel contempo fanno una scelta sionista: si giurano reciprocamente di emigrare in Palestina. Entrambi imparano l'ebraico, ma Mimmo, ritenendo interessante il comunismo, si dedica allo studio del russo. Entra così nella casa di Xenia Silberberg, una rivoluzionaria vedova di Lev, giustiziato sotto l'Impero zarista, Xenia, non ebrea, vive da tempo a Roma con la figlia Xeniuška, dedicandosi a coordinare incontri di anarchici, sionisti e altri rivoluzionari. Ben presto nasce un amore tra Xeniuška e Mimmo. Divenuto comunista e ammiratore dell'Unione Sovietica, Mimmo non intende più andare con il fratello in Palestina e tra i due avviene una rottura che si rivelerà insanabile.
Enzo sposa la cugina Ada (che attende un figlio) e i due partono alla volta del kibbutz per il quale sono raccolti fondi dalla madre e dalla zia. Ma ora sembra che la vecchia maledizione si sia risvegliata: Enrico Sereni si è tolto la vita per ragioni inesplicabili. Aveva sposato una fanciulla conosciuta in Palestina, Dvora, che segue Enzo e Ada al kibbutz, non avendo più legami in Italia. E intanto Mimmo viene incarcerato per propaganda contraria al regime fascista, lasciando la sua giovane famiglia (Xenia e una bimba, Lea). Ad accogliere le due è ancora una volta Alfonsa, perché Xenia (la madre) è tenuta a una rigida distanza dalla figlia e decide di partire a sua volta per la Palestina dove, pur non divenendo mai ebrea, trascorrerà gli anni rispettata e amata da tutti.
Quando Mimmo esce dal carcere, grazie a un'amnistia, viene fatto fuggire in Francia con moglie e figlia. La coppia continua ad esporsi per la causa sovietica e Mimmo non rivedrà più il fratello Enzo. Quest'ultimo lascia il kibbutz allorché, nella seconda guerra mondiale, con l'avanzata delle truppe alleate, combatte da volontario, è catturato dai tedeschi e muore in lager. La sua vedova Ada trascorrerà gli anni seguenti a introdurre illegalmente ebrei in Palestina con una nave intitolata ad Enzo Sereni. La morte del fratello ha conseguenze terribili su Mimmo: anch'egli ha contribuito con Leo Valiani e Sandro Pertini all'insurrezione di Milano e in seguito diviene deputato, poi senatore della Repubblica Italiana, ma sembra che nulla gli basti e, di fronte a una scelta, si schiera sempre con la più estremista.
Le vicende successive ruotano attorno alla crudele malattia di cui Xenia è affetta. La più piccola delle figlie, Clara (l'autrice) è nata nel 1946 e ricorda pochissimo. Nonna Xenia, chiamata al capezzale della figlia è costretta a compiere servizi senza ricevere in cambio una parola, detta o scritta. Quando Xenia muore, la madre torna immediatamente in Palestina, ben sapendo di non essere gradita. Quindi, dopo un anno di vedovanza, Mimmo presenta alla famiglia la sua nuova compagna (e questa volta se ne va l'anziana Alfonsa). Seguiranno anni di isolamento politico, rotture, prese di posizione intransigenti; non dimenticato, Mimmo uscirà persino dalla comunità ebraica. Morirà solo, come si era imposto di vivere.
Postfazione"Dopo la storia"
L'uscita del libro, nel 1993, è stata frutto di lunghe ricerche, talora sbalorditive. L'autrice ne dava conto nella postfazione di quella prima edizione. In seguito alla lettura del libro si sono fatti avanti molti altri testimoni, archivisti, traduttori, cosicché la narrazione si è ampliata, portando alla nuova edizione (2017), notevolmente accresciuta. Tuttavia Clara Sereni ha ammesso, nella postfazione, che non tutto è stato chiarito, ad esempio se sua madre (Xenia) si sia convertita all'Ebraismo e se Clara stessa sia da considerarsi ebrea. Un'altra difficoltà era costituita dall'immenso archivio della nonna Xenia (ventotto scatoloni); oltre a scritti politici vi erano moltissime lettere e altri documenti in russo e la delicatezza consigliava di affidare a una persona di famiglia la traduzione di queste carte. Nella miriade di parenti conosciuti, Clara ha trovato un lontano cugino che ha assolto al meglio il suo compito. Le molte scoperte fatte hanno convinto Clara Sereni che, se anche non fosse ebrea nel senso religioso, tuttavia tale si può ritenere, perché circondata da parenti e amici ebrei con cui è vissuta in sintonia.

## Personaggi
- Fratelli Sereni, prima generazione (la famiglia è di tradizioni rabbiniche): Lello (Samuele, medico), Angelo, Settimio (disabile), vivono a Roma;
- Pellegrino Pontecorvo, industriale tessile, patriarca di una grande famiglia, vive in Toscana;
- Alfonsa (sposata a Lello Sereni) e Ermelinda (sposata con Angelo Sereni), figlie di Pellegrino;
- Fratelli Sereni, seconda generazione: Enrico (1900), Lea (1903), Enzo (1905), Emilio detto "Mimmo" (1907): figli di Lello Sereni e Alfonsa Pontecorvo;
- Dalinda e Finimola, domestiche in casa di Lello e Alfonsa Sereni;
- Manlio Rossi-Doria, compagno di scuola e amico fraterno di Mimmo Sereni;
- Ada (Ada Sereni) e Tullio Ascarelli, figli di Attilio Ascarelli e di Elena, altra figlia di Pellegrino Pontecorvo;
- Eugenio Colorni, altro nipote di Pellegrino perché figlio di Clara Pontecorvo;
- Xenia Pamphilova Silberberg, nata in Russia, rivoluzionaria e moglie di Lev Silberberg, giunge in Italia dopo lunghe peregrinazioni. Pur non essendo ebrea, ma di religione greco-ortodossa, sostiene il movimento sionista;
- Xenia Silberberg (1906), figlia di Xenia e Lev, è detta prima Xeniuška, poi assume il nome Marina;
- Anna, Agar e Daniel, figli di Enzo Sereni e Ada Ascarelli.
- Lea (detta Leuzzi), Marinella e Clara, figlie di Mimmo Sereni e Xenia.
- Paolo Milano e famiglia, cugino dei Sereni, degli Ascarelli e dei Colorni; sempre presente in Italia, è tenuto a distanza dai Sereni per questioni ideologiche.

## Edizioni
- Clara Sereni, Il gioco dei regni, Firenze, Giunti, 1993,  p. 453.
- Clara Sereni, Il gioco dei regni, prefazione di Alberto Asor Rosa, Milano, Rizzoli, 2007,  pp. IX-429.
- Clara Sereni, Il gioco dei regni romanzo, introduzione di Marino Sinibaldi, nuova edizione, Firenze-Milano, Giunti, 2017,  p. 537.